# Federazione pallavolistica di Trinidad e Tobago
La Federazione trinidadiana di pallavolo (eng. Trinidad e Tobago Volleyball Federation, TTVF) è un'organizzazione fondata per governare la pratica della pallavolo a Trinidad e Tobago.
Organizza il campionato maschile e femminile, e pone sotto la propria egida la nazionale maschile e femminile.
Ha aderito alla FIVB nel 1964.